# El Sabinar (Murcia)

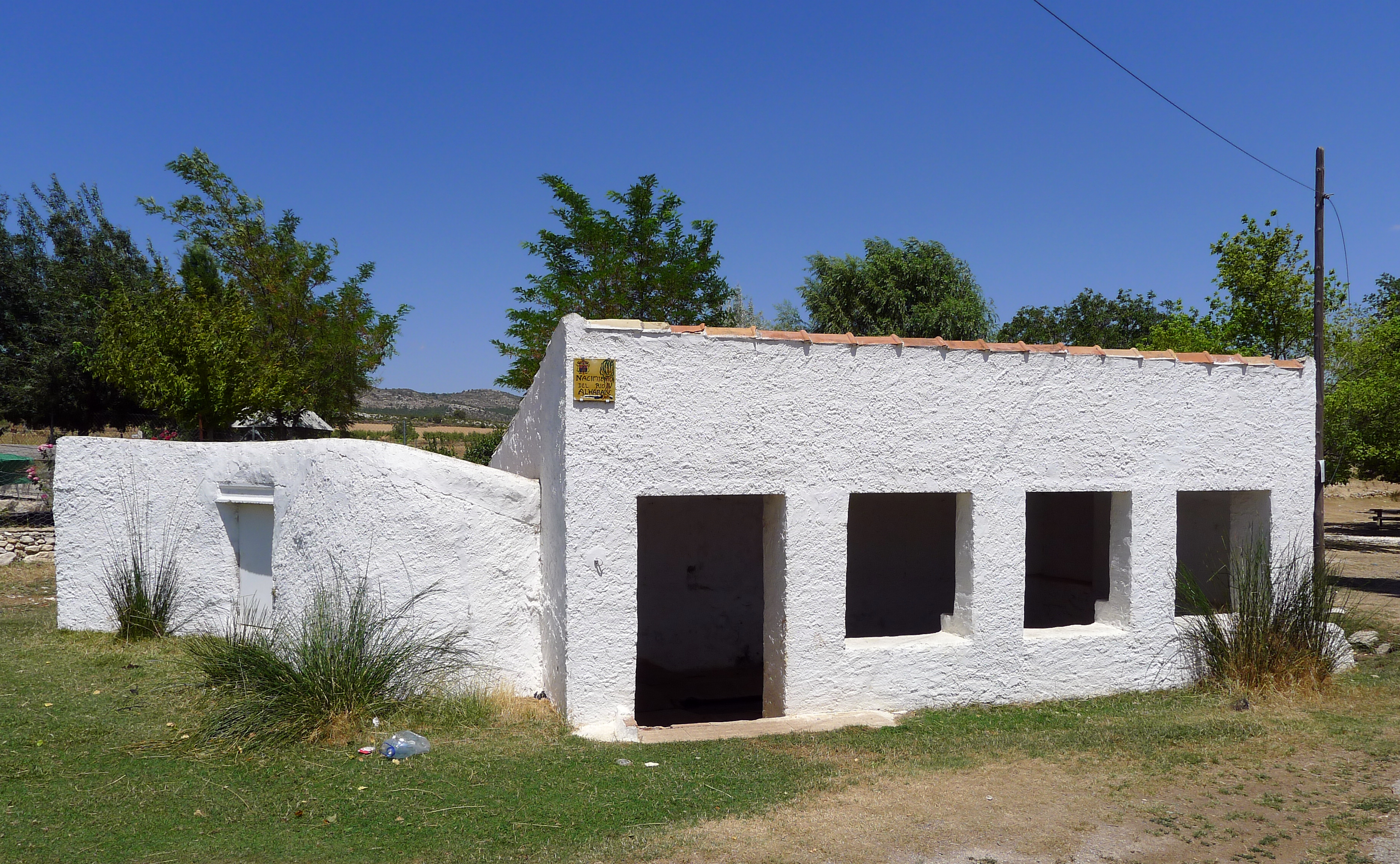
En este lavadero nace el río Alhárabe

El Sabinar es una localidad española, pedanía del municipio de Moratalla, en la Región de Murcia. 

## Geografía
Situada a 1.200 metros sobre el nivel del mar.
El Sabinar es nudo de comunicaciones entre las pedanías de Campo de San Juan (por Archivel o Moratalla), Zaén y Benizar, o el municipio de Nerpio (ya en Albacete). Se trata de un paraje singular en la región de Murcia: una depresión fría con extensos sabinares adehesados en los que se encuentran las poblaciones más meridionales de España de la sabina albar (Juniperus thurifera) Estos sabinares dan nombre a la localidad.
El río Alhárabe nace en El Sabinar y se une al río Segura en la zona de Calasparra.
En sus alrededores se cultivan plantas aromáticas como la lavanda, el espliego, el romero o el orégano.
Está prevista la construcción de un centro de defensa forestal en la localidad.

## Patrimonio histórico artístico
Entre sus monumentos destaca el Santuario de la Rogativa.

## Fiestas Patronales
Las fiestas patronales de El Sabinar se celebran en torno al 24 de agosto en honor a san Bartolomé Apóstol, y son una cita inaplazable no sólo para los vecinos de El Sabinar, sino para todos aquellos que visitan estas tierras altas del noroeste murciano atraídos no solo por los festejos, sino también por el magnífico entorno natural de estas zonas, su riqueza cultural, gastronomía y la hospitalidad de sus gentes. Hospitalidad que se ve realzada gracias a una buena oferta hostelera y de restauración, junto a una gran variedad de productos típicos y artesanales de excelente calidad.
Dedicadas a San Bartolomé y Nuestra Señora de la Rogativa, destacan principalmente sus tradicionales encierros de reses bravas. Con la llegada y recibimiento de la Virgen de la Rogativa a la parroquia, se da el pistoletazo de salida a las fiestas patronales de El Sabinar. Es de especial relevancia la participación de los vecinos a través de las peñas del pueblo, siendo estas las encargadas de la organización de la fiestas año tras año. Destacan las noches de verbena con orquestas y charangas, los tradicionales encierros, talleres infantiles, eventos deportivos, encuentro de cuadrillas, reparto de paella  y la popular procesión por las calles del pueblo.

## Galería de fotos

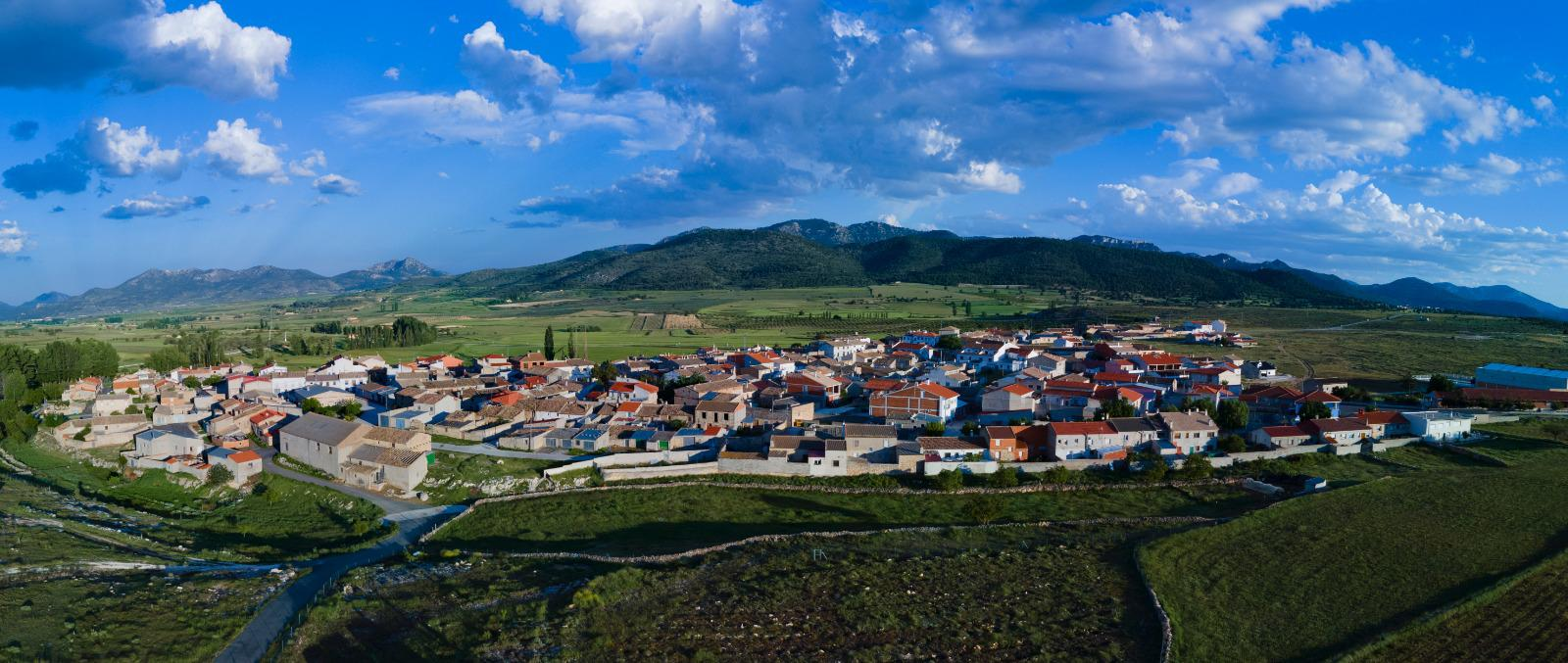
Vista aérea de El Sabinar
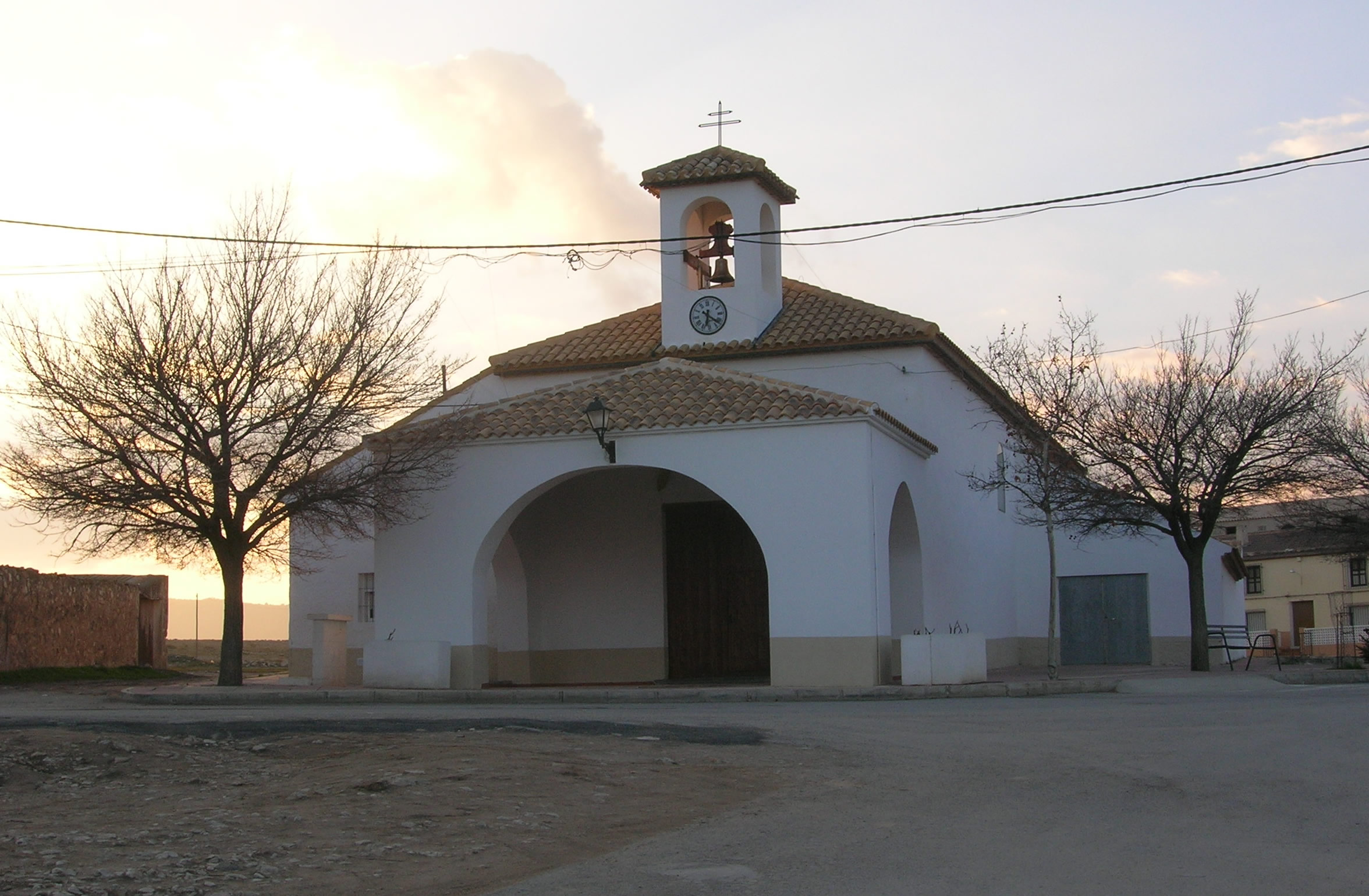
Iglesia de El Sabinar
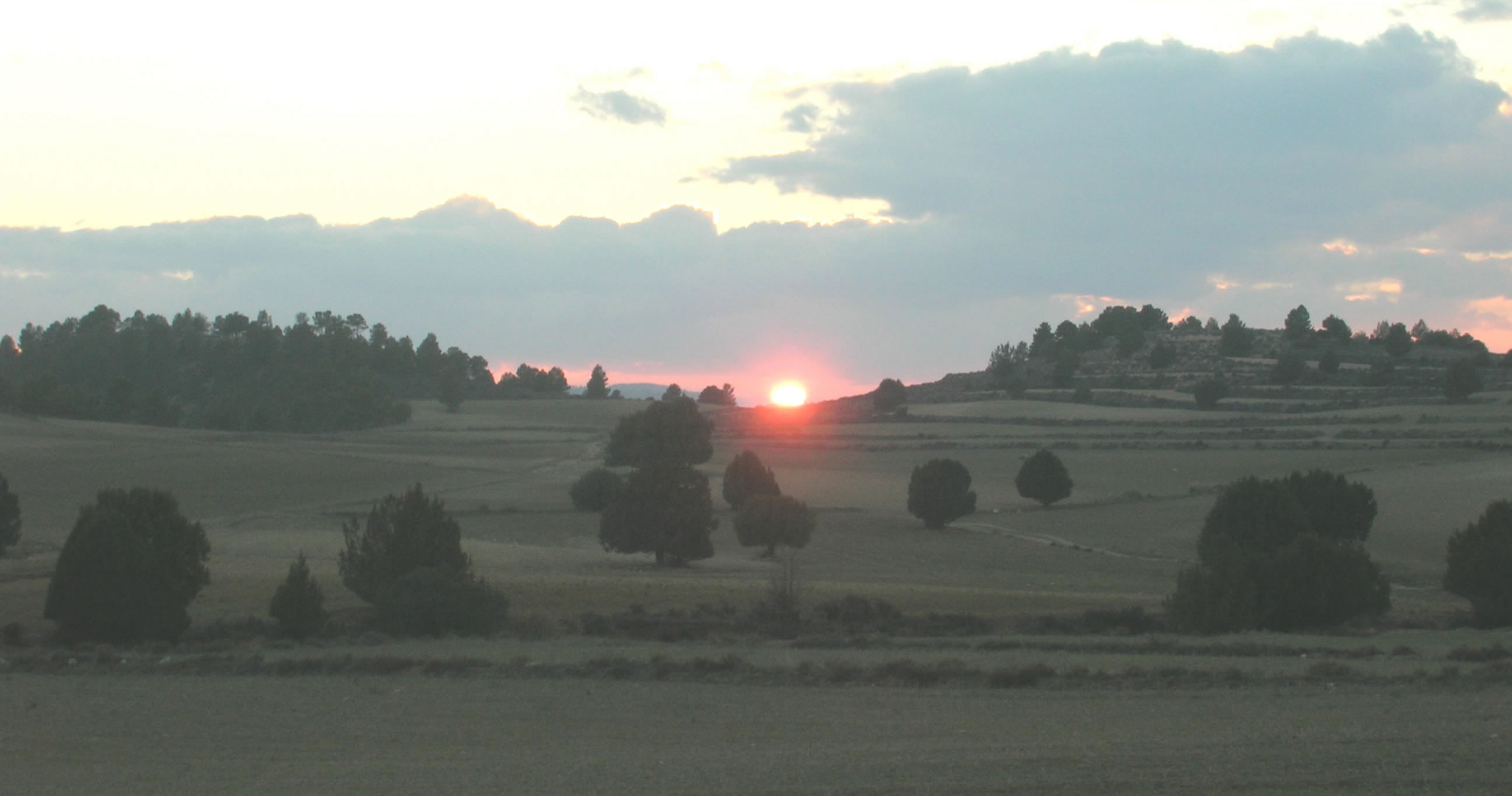
Sabinar adehesado, al filo del anochecer